# Васил Узунов
 Тази статия е за писателя.  За учителя и революционер вижте Васил Узунов (революционер).  
Васил Николов Узунов е български писател, преводач и просветен деец от Македония, македоно-одрински опълченец.

## Биография
Узунов е роден на 18 април 1873 година в Горна Джумая, тогава в Османската империя, днес Благоевград, България. След като родният му град остава в пределите на Османската империя след Берлинския договор, Узунов се преселва с родителите си в Дупница в свободното Княжество България. Васил Узунов учи първо в Самоков, а след това в 1897 година завършва с първия випуск класическия отдел на Солунската българска мъжка гимназия. През есента на същата година се записва в Историко-филологическия факултет на Софийския университет и завършва славянска филология в 1901 година. Като студент редактира „Български търговски вестник“ през 1897 година от брой 179 до брой 218. Жени се на 21 февруари 1899 година.
Работи като учител в различни училища в Свободна България и в Македония и Тракия. Започва да се занимава с литературна дейност. В 1901 година печата свои разкази в списание „Родина“ на Тодор Бъчваров. От 1 септември 1901 до 31 август 1902 година е учител по литература в Битолската българска гимназия. От 1 септември 1902 година до 31 август 1904 година преподава в Търновската държавна девическа гимназия „Митрополит Климент“. След това от 1 септември 1904 до 31 август 1905 година Васил Узунов е учител във Видинската държавна мъжка гимназия. Контактува с Петър Дънов и се увлича по дъновизма. Във Видин отпечатва книгата си „Вихрушки“. От 1 септември 1905 година до 31 август 1908 година Васил Узунов работи в Първа софийска мъжка гимназия. В 1906 година Бъчваров издава книгата му „Атлантида“. В София става един от учредителите и касиер на „Психическото дружество“. От 1 септември 1908 година работи в Шуменското педагогическо училище. Участва в дъновистките събори в Търново и се жени повторно за Йорданка Пенкова Стамова – племенница на Дънов, с която имат двама сина. В 1909 година издава „Магията в Индия. Магия или хипнотизъм?” и „Пробуждане“, и двете издадени от Тодор Бъчваров. От 1 септември до 29 ноември 1910 година преподава литература в Софийската духовна семинария.
През Балканската война в 1912 година влиза в редовете на Македоно-одринското опълчение и служи в нестроевата рота на 5 одринска дружина. Носител е на бронзов медал. Впечатленията си от войната описва в романа „Ние“ (1932), който има автобиографични елементи.
През 1923 година Васил Узунов заминава за Америка. Връща се през 1925 г., като описва преживяванията си в Америка в книгата си „В Америка. Впечатления“ (София, 1926). Работи като сътрудник на много вестници и списания - „Църковен вестник“, „Илинден”, „Отечество“, „Македония”, „Слово“, „Зорница“, „Мир”, „Летопис“, „Демократичен сговор“, в християнското списание „Народен страж“. В периода 1922 - 1923 година редактира литературното списание „Мироглед”, а в 1929 - 1932 година е редактор-стопанин на списание „Заря“, финансирано от масонското акционерно дружество „Подем“. Превежда две книги за образованието от английски. Автор е на 25 книги, голяма част от тях с автобиографичен елемент. Узунов посвещава голяма част от творбите си на живота и борбите на македонските българи.
Васил Узунов умира в 1948 година.

## Творчество
Сред по-известните творби на Узунов са:
- „Изгревът на свободата“
- „Някога в Македония“
- "Ранни младини"
- „Край Вардар“
- „Това бяхме“
- "Отвъд завесата"
- „В омайната Рила“
- „Ние (Балканската война)“
- "Македонско тегло", публикувано във в-к "Македонско слово. Орган на македонската емиграция", год. I, бр. 11, София, 1 декември 1934 година
- "Вечната песен. През мир и бран", София, 1938 година